# Gelastorhinus glacialis
Gelastorhinus glacialis är en insektsart som beskrevs av Fritze 1899. Gelastorhinus glacialis ingår i släktet Gelastorhinus och familjen gräshoppor. Inga underarter finns listade i Catalogue of Life.